# L'enfer (singolo)
L'enfer è un singolo del cantante belga Stromae, pubblicato il 10 gennaio 2022 come secondo estratto dal terzo album in studio Multitude.

## Descrizione
Il brano è stato presentato per la prima volta dall'artista durante un'intervista su TF1 il 9 gennaio 2022, in risposta alla domanda della conduttrice rispetto agli anni di inattività musicale, durante i quali Stromae ha dichiarato di aver sofferto di sindrome da burnout.
Nel testo il cantante parla della sofferenza provata e di come la consapevolezza di non essere l'unico ad avere pensieri suicidi non riesca a cancellare la sensazione di solitudine. 

## Video musicale
Il video musicale, diretto da Julien Soulier, Luc Van Haver, Coralie Barbier e Paul Van Haver, è stato pubblicato il 12 gennaio 2022 sul canale YouTube del cantante.

## Tracce
Testi e musiche di Paul Van Haver.
1. L'enfer – 3:09

## Classifiche

### Classifiche settimanali
| Classifica (2022) | Posizione massima |
| ----------------- | ----------------- |
| Belgio (Fiandre)  | 1                 |
| Belgio (Vallonia) | 1                 |
| Francia           | 1                 |
| Paesi Bassi       | 6                 |
| Lussemburgo       | 4                 |
| Russia            | 31                |
| Svizzera          | 2                 |
| Ucraina           | 20                |

### Classifiche di fine anno
| Classifica (2022) | Posizione |
| ----------------- | --------- |
| Belgio (Fiandre)  | 22        |
| Belgio (Vallonia) | 4         |
| Francia           | 33        |
| Paesi Bassi       | 55        |
| Russia            | 162       |
| Svizzera          | 59        |